# Stella al merito per i militari indigeni delle colonie italiane
La stella al merito per i militari indigeni delle colonie italiane fu istituita nel Regno d'Italia nel 1923 allo scopo di premiare la fedeltà e lo zelo di quei militari indigeni che avessero prestato lungo e lodevole servizio nelle Colonie italiane.
Furono previsti due gradi di merito: con e senza corona.
La forma della stella fu scelta in quanto non offendeva la fede musulmana di molti militari indigeni.
La decorazione, seppur non più conferita da tempo, fu abrogata ufficialmente solo con Decreto legislativo 13 dicembre 2010, n. 212, in vigore dal 16 dicembre.

## Concessione
Potevano essere autorizzati a fregiarsi della decorazione senza corona i militari indigeni che avevano compiuto quindici anni di servizio, mantenuto buona condotta e dato prova di fedeltà e zelo, ed inoltre si erano in modo speciale distinti.
La decorazione con corona poteva essere concessa ai militari indigeni che, oltre a trovarsi nelle anzidette condizioni, avessero acquistato benemerenze di eccezionale importanza.
Erano equiparati ai militari anche gli indigeni che facevano parte di corpi o gruppi militarizzati destinati ai vari servizi coloniali, anche di carattere civile.
I brevetti di autorizzazione a fregiarsi della decorazione erano rilasciati, di concerto con i Ministri interessati, dal Ministro Segretario di Stato per le Colonie, su proposta dei Governi coloniali.

## Insegne
La medaglia, in argento, è costituita da una stella a cinque punte del diametro di 43 mm., con o senza corona, avente in centro un disco del diametro di 19 mm. recante:
al versoil monogramma di Vittorio Emanuele III (VE) entro un serto formato da due rami di quercia legati in basso da un nodo semplice, sotto l'anno d'istituzione "1923";
al rectola scritta "AL MERITO" con sotto due rami di quercia decussati, il tutto attorniato dalla legenda "MILITARI INDIGENI DELLE COLONIE ITALIANE".
La decorazione si portava al petto appesa con un nastro della larghezza di 33 mm. in seta, con undici righe verticali di uguale larghezza, alternate di color verde e bianco.